# Robert Pereira da Silva
Robert Pereira da Silva (født 10. april 1985) er en tidligere brasiliansk fodboldspiller.
Han har spillet for flere forskellige klubber i sin karriere, herunder Kashiwa Reysol.